# Desa Krandon (administrativ by i Indonesien, lat -6,80, long 110,84)
Desa Krandon är en administrativ by i Indonesien.   Den ligger i provinsen Jawa Tengah, i den västra delen av landet, 400 km öster om huvudstaden Jakarta.